# Воля-Зарадзинська
Воля-Зарадзинська (пол. Wola Zaradzyńska) — село в Польщі, у гміні Ксаверув Паб'яницького повіту Лодзинського воєводства.
Населення — 458 осіб (2011).
У 1975-1998 роках село належало до Лодзинського воєводства.

## Демографія
Демографічна структура станом на 31 березня 2011 року:
|          | Загалом | Допрацездатний вік | Працездатний вік | Постпрацездатний вік |
| -------- | ------- | ------------------ | ---------------- | -------------------- |
| Чоловіки | 227     | 40                 | 172              | 15                   |
| Жінки    | 231     | 28                 | 157              | 46                   |
| Разом    | 458     | 68                 | 329              | 61                   |